# Béla III. (Ungarn)

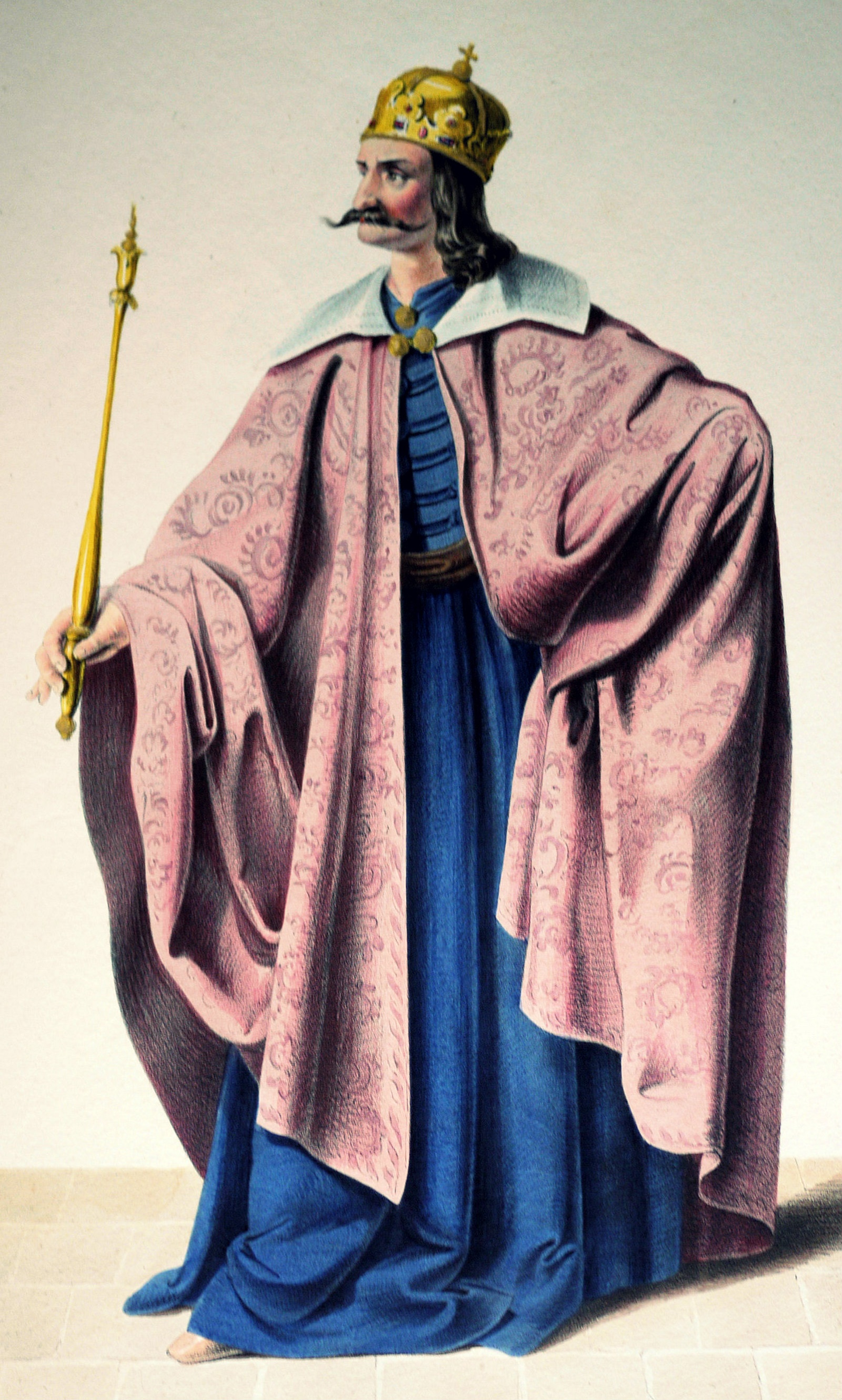
Béla III., Lithographie von Josef Kriehuber nach einer Zeichnung von Moritz von Schwind, ca. 1828

Béla III. (slowakisch Belo III., kroatisch Bela III., * um 1148; † 24. April 1196 in Esztergom) war ungarischer König aus dem Geschlecht der Arpaden und regierte von 1172 bis zu seinem Tod.
Béla III. war der Sohn von Géza II. und Euphrosyne, der Tochter Mstislaw I. von Kiew. Er folgte seinem Bruder Stephan III. auf den ungarischen Thron.

## Der Weg zum Thron

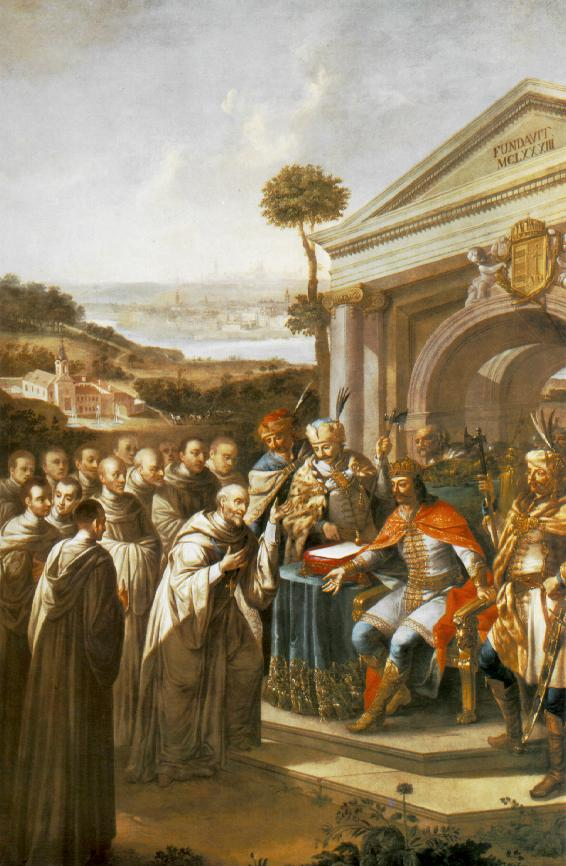
Béla III. gründet die Klosterkirche in Szentgotthárd. (Gemälde von István Dorffmaister)

Da der offizielle Thronfolger zuerst Stephan III. war, hatte Béla anfangs die Rolle, den Kontakt zu dem Byzantinischen Reich zu pflegen. Dafür zog Béla nach Byzanz, wo er mit Maria, der Tochter des Kaisers Manuel I., verlobt wurde und den Namen Alexios annahm. 1165 wurde er offiziell zum byzantinischen Thronfolger ernannt. Manuel I. hatte später aber einen Sohn, deshalb wurde Béla 1169 sein byzantinischer Thronfolgetitel aberkannt und seine Verlobung aufgelöst.
Am 4. März 1172 wurde Stephan vermutlich vergiftet, wonach man Béla bat, den ungarischen Thron zu besteigen. Wegen seiner Kontakte zu Byzanz standen aber nicht alle Ungarn hinter ihm. Viele Adelige, unter ihnen Bélas Mutter selbst, wollten lieber Bélas Bruder Géza auf dem Thron sehen. Béla nahm seinen Bruder gefangen und schaltete ihn so aus. Er wurde erst 1189 freigelassen, als Kaiser Friedrich I. nach Ungarn kam. Géza schloss sich dem Kreuzzug unter des Kaisers Führung an.

## Innenpolitik

Wappen Bélas III.

1181 befahl Béla, alle Angelegenheiten, mit denen er sich beschäftigte, schriftlich einzureichen. Das war der Anfang der ungarischen Bürokratie.
In der Zeit Bélas begann man das Doppelkreuz zu verwenden, das auch in dem heutigen ungarischen Staatswappen enthalten ist.

## Außenpolitik
In seine Regierungszeit fällt das intensive Ausgreifen Ungarns auf die russische Region Halitsch, das sich bereits unter Bélas Vorgängern angekündigt hatte. 1188 besetzte Béla Halitsch schließlich vollkommen, vertrieb den Fürsten Wladimir Jaroslawitsch und ernannte seinen Sohn Andreas zum König von Galizien. Kurz darauf gelang Wladimir allerdings mit polnischer und deutscher Unterstützung die Rückeroberung des Fürstentums. Béla ging mit bayerischer Unterstützung auch mehrmals gegen den böhmischen Herzog Wenzel II. vor.
Nach seinem Tod folgte ihm sein erstgeborener Sohn Emmerich auf den Thron Ungarns.

## Ehen und Nachkommen
Béla war verlobt mit Maria Komnene von Byzanz, Tochter von Manuel I.
Er war verheiratet mit Agnes de Châtillon (1153–1184), Tochter von Renaud de Châtillon, die ihm sechs Kinder schenkte:
- Emmerich (* 1174, † 1204), König von Ungarn
- Margarethe von Ungarn (* 1175, † nach 1233), 1. ⚭ Kaiser Isaak II. von Byzanz, 2. ⚭ Markgraf Bonifatius I. von Montferrat
- Andreas II. (* 1176, † 1235), König von Ungarn
- Salomon (jung verstorben)
- Stephan (jung verstorben)
- Konstanze von Ungarn (* 1180, † 1240), ⚭ König Ottokar I. Přemysl von Böhmen

In zweiter Ehe war er mit Marguerite Capet, Tochter Ludwig VII. von Frankreich verheiratet.

## Begräbnisstätten

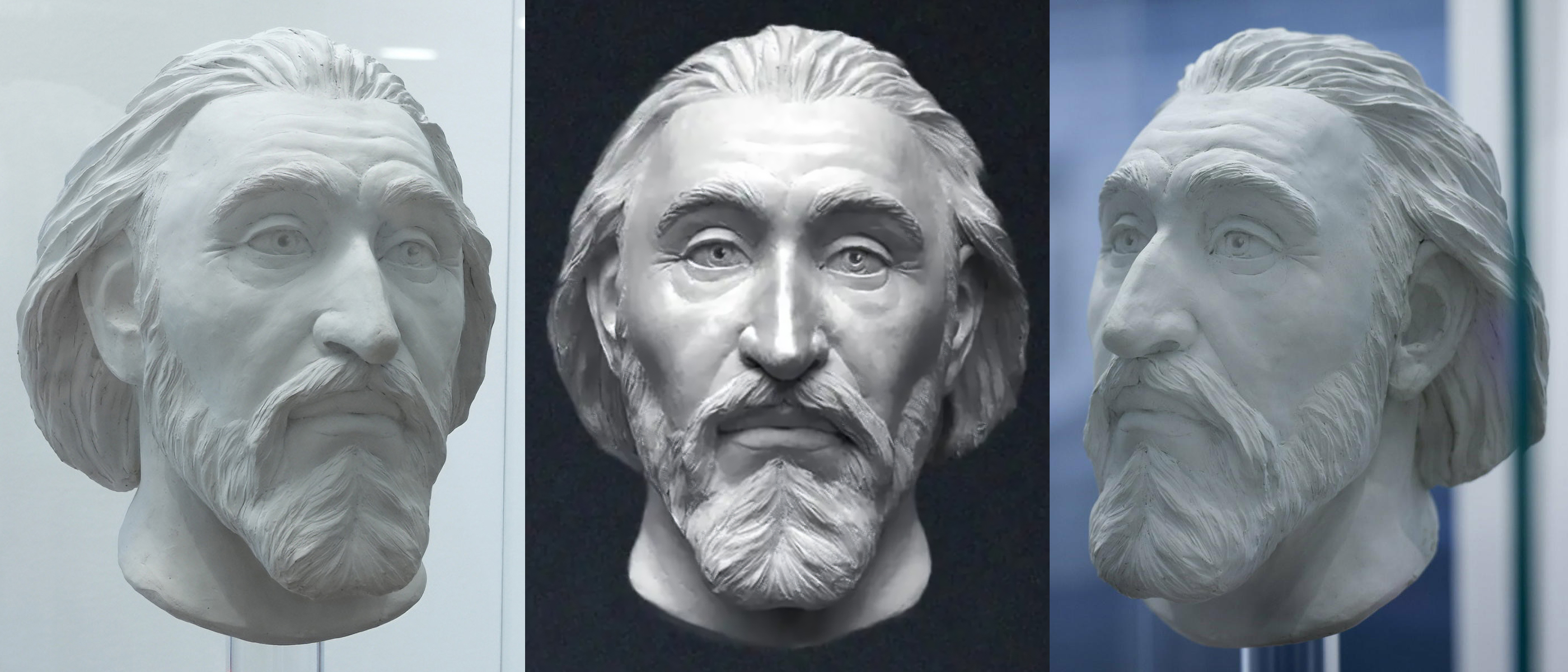
Gesichtsrekonstruktion von König Béla III. von Ungarn in einer Ausstellung des Instituts für Ungarische Forschung (Emese Gábor, 2023)

Nach seinem Tod wurde Bela in der St. Stephans-Basilika (auch als St. Marien-Basilika bezeichnet) zu Stuhlweissenburg, neben seiner ersten Gemahlin Agnes von Châtillon beigesetzt. 1543 wurde die Stadt von den Türken erobert und die Basilika – in der seit Stephan dem Heiligen die ungarischen Herrscher beigesetzt wurden – ist bereits damals geplündert worden. 1601 sprengten die Türken die Basilika, da sie die Stadt gegen ein anrückendes christliches Heer nicht halten konnten. Die Königsgräber gerieten in Vergessenheit.

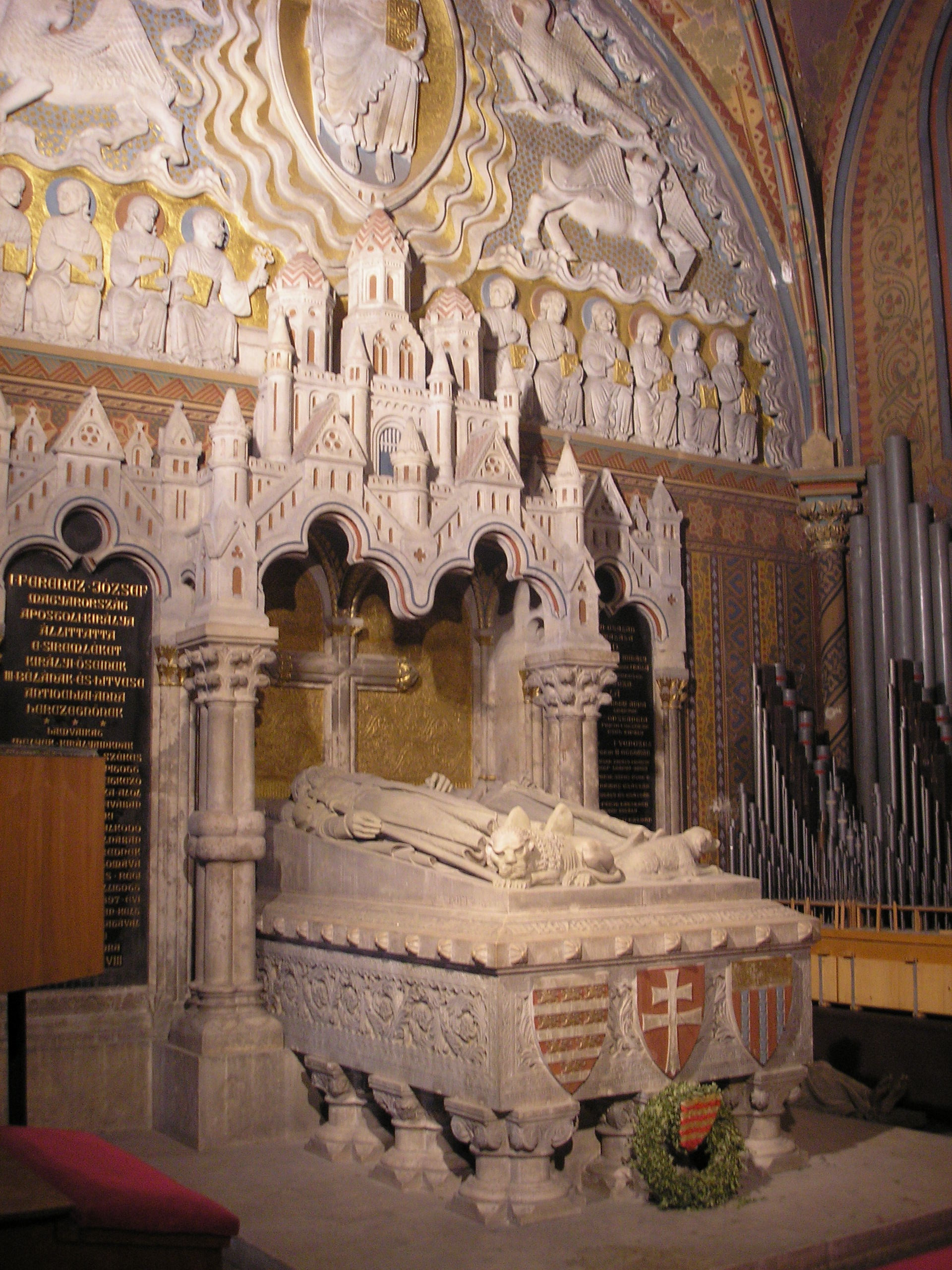
Die Dreifaltigkeit-Kapelle mit dem Doppelsarkophag von König Bela III. und seiner Gemahlin Agnes von Châtillon in der Matthias-Kirche zu Budapest.

Als man jedoch Ende der 1830er Jahre in den Resten der Basilika mit Ausgrabungsarbeiten begann, machte man 1848 einen sensationellen Fund. Neben dem (ehemaligen) siebenten Pfeiler der Basilika, in der sog. „Anjou“-Kapelle fand der Archäologe und Anthropologe Imre (Emerich) Henszlmann ein prunkvolles unversehrtes Doppelgrab in dem in zwei prächtigen Särgen zwei Skelette gefunden wurden. Anhand der ebenfalls vorhandenen unversehrten Grabbeigaben konnten die Skelette eindeutig als die von Bela III. und seiner ersten Gemahlin Agnes von Châtillon identifiziert werden. Die Skelette lagen dann bis 1862 im Ungarischen Nationalmuseum. Auf Anweisung des Palatins wurden sie in die Matthias-Kirche in Ofen gebracht und dort vorerst auf verschiedenen Stellen der Kirche bestattet. Letztlich wurden sie auf Anweisung von Kaiser Franz Joseph (in seiner Eigenschaft als König von Ungarn) in der Dreifaltigkeits-Kapelle der Kirche untergebracht; die gegenwärtige Ausschmückung der Kapelle ließ Franz Joseph aus Geldern seiner Privatschatulle erstellen. Die feierliche Neubestattung erfolgte am 21. Oktober 1898 in Gegenwart des Kaisers.